# پایگاه هوایی گلینکو
پایگاه هوایی گلینکو (به انگلیسی: Naval Air Station Glynco) یک فرودگاه نظامی با کد یاتا NEA است که یک باند فرود آسفالت و بتن دارد و طول باند آن ۲۴۳۹ متر است. این فرودگاه در کشور ایالات متحده آمریکا قرار دارد و در ارتفاع ۷٫۹ متری از سطح دریا واقع شده‌است.